# Agalmyla elegans
Agalmyla elegans là một loài thực vật có hoa trong họ Tai voi. Loài này được (K.Schum. & Lauterb.) Hilliard & B.L.Burtt mô tả khoa học đầu tiên năm 2002.